# Celia Franca

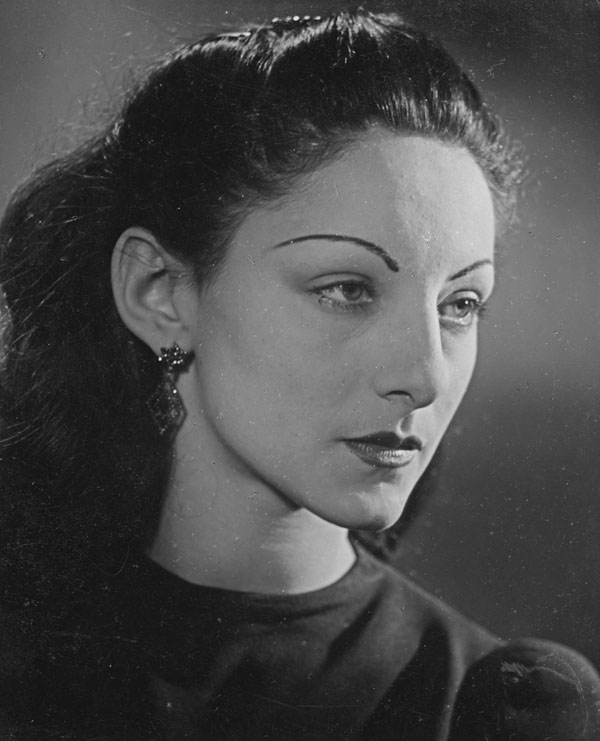
Porträt von Celia Franca

Celia Franca (eigentl.: Celia Franks; * 25. Juni 1921 in London; † 19. Februar 2007 in Ottawa) war eine kanadische Choreografin, Balletttänzerin und -lehrerin englischer Herkunft.

## Leben und Wirken
Franca begann ihre Ballettausbildung im Alter von vier Jahren und studierte an der Guildhall School of Music und der Royal Academy of Dance. Sie debütierte 1936 in London, trat u. a. mit dem Ballet Rambert, dem Sadler's Wells Ballet und dem Metropolitan Ballet auf und choreographierte u. a. zwei Ballette für das Fernsehen der BBC.
1951 kam sie auf Anregung von Ninette de Valois nach Toronto und gründete dort eine Ballettgruppe, das spätere National Ballet of Canada, das sie bis 1974 leitete. Zur Ausbildung des Nachwuchses für ihr Ballett gründete sie mit Betty Oliphant 1959 die Canada’s National Ballet School. Insgesamt realisierte sie mehr als dreißig Ballettaufführungen, an denen sie auch internationale Tänzer und Choreographen beteiligte. Sie unternahm mit den Nationalballett Touren durch Kanada, die USA, Mexiko, Japan und Europa und choreographierte auch Aufführungen für das Fernsehen der CBC.
1974 zog Franca mit ihrem Ehemann nach Ottawa, blieb aber weiterhin als Tänzerin und Lehrerin aktiv. Sie tanzte bei einer Galavorstellung des Nationalballetts 1977 und unterrichtete 1978 und 1980 in China. Von 1978 bis zu ihrem Tod wirkte sie an der The School of Dance in Ottawa. 1985 wurde sie als Companion des Order of Canada ausgezeichnet, außerdem erhielt sie für ihre Verdienste um die Tanzkunst den Order of Ontario.